# Résolution 178 du Conseil de sécurité des Nations unies
Membres permanents
- Chine (Taïwan)
- États-Unis
- France
- Royaume-Uni
- URSS

Membres non permanents
- Brésil
- Ghana
- Maroc
- Norvège
- Philippines
- Venezuela

Résolution no 177 Résolution no 179
La Résolution 178  est une résolution du Conseil de sécurité des Nations unies adoptée le 24 avril 1963, dans sa 1033e séance, après avoir entendu la plainte du Sénégal contre des violations du territoire sénégalais par les forces militaires portugaises de la Guinée portugaise, le Conseil a déploré l'incident du Bouniak  ainsi que toute incursion par les portugais et a demandé qu'ils honorent leur intention déclarée de "respecter scrupuleusement la souveraineté et l'intégrité territoriale du Sénégal" .

## Vote
La résolution a été approuvée à l'unanimité.

## Texte
- Résolution 178 Sur fr.wikisource.org
- Résolution 178 Sur en.wikisource.org